# Filskov (plaats)
Filskov is een plaats in de Deense regio Zuid-Denemarken, gemeente Billund. De plaats telt 646 inwoners (2008). Filskov ligt aan de voormalige spoorlijn Langå - Bramming. Het stationsgebouw is bewaard gebleven. 

## Geboren
- Ole Kirk Christiansen, oprichter van LEGO

- Library of Congress Control Number: n78062288
- Nationale Bibliotheek van Israël: 987007547832505171
- Virtual International Authority File: 153586480